# 流波曲
《流波曲》，二胡獨奏曲，孫文明創作於1952年冬季。該曲的主題是作者「過去流落他鄉的困苦生活」。由於孫文明的二胡把位極大，所以該曲的定弦一般比標準低大六度。《流波曲》中的一個曲調借鑒與《二泉映月》。《流波曲》情緒深沉，節奏平穩，速度變化較小，旋律富有敘事性。

## 資料來源
1. ↑  http://www.erhuart.cn/article.asp?id=2112 （页面存档备份，存于） 中國二胡藝術網 懷鄉行